# Manobos
Manobos pueblo lumad de raza malaya de la isla de Mindanao, Filipinas que habitan la cuenca del río Agusan desde Moncayo hasta Butuán y además hay poblaciones de manobos en la península que comienza desde el istmo de Balete y termina con la punta o cabo de San Agustín y en la llamada costa de Culamán, la costa occidental de Dávao. Hay también algunas familias de esta raza en Tumanao o Sarangani del Este y su verdadero nombre es manuba o habitantes del bosque.
Los misioneros de la Compañía de Jesús convirtieron al cristianismo a la mayor parte de esta tribu que se caracterizaba por ser guerrera y temible (Blumentritt).
Pueblo originario de la cadena de islas en la Península Malaya y Borneo, ya que su estructura lingüística posee raíces malayos.